# Saraiella subnubilis
Saraiella subnubilis är en tvåvingeart som först beskrevs av Tokunaga 1961.  Saraiella subnubilis ingår i släktet Saraiella och familjen fjärilsmyggor. Inga underarter finns listade i Catalogue of Life.